# 别洛亚尔斯基 (斯维尔德洛夫斯克州)
别洛亚尔斯基（羅馬化：Beloyarskiy）是俄罗斯斯维尔德洛夫斯克州的市级镇，为该州别洛亚尔斯基区行政中心及规模最大聚居地。地处斯维尔德洛夫斯克州南部，位于鄂毕河流域图拉河一支流佩什马河畔，在州府叶卡捷琳堡东偏南方。
镇南部和西北部设有铁路车站。连接叶卡捷琳堡与秋明的R351公路穿过该镇。
该地2022年人口有11,117人；2010年人口12,615；2002年人口12,645；1989年人口13,711。